# GJA8
La proteína alfa-8 de la unión gap es una proteína que en los seres humanos está codificada por el gen GJA8. También se conoce como conexina 50. Este gen codifica una proteína de conexina transmembrana que es necesaria para el crecimiento del cristalino y la maduración de las células de la fibra del cristalino. La proteína codificada es un componente de los canales de unión gap y funciona de manera dependiente del calcio y del pH. Las mutaciones en este gen se han asociado con cataratas pulverulentas zonulares, cataratas progresivas nucleares y síndrome de catarata-microcórnea.

## Problemas de genes relacionados
- Síndrome de deleción 1q21.1
- Síndrome de duplicación 1q21.1
- Microftalmia y otras patologías de la visión

## Interacciones
Se ha demostrado que GJA8 interactúa con la proteína 1 de unión estrecha.